# Mezinárodní letiště Tegu
Mezinárodní letiště Tegu (korejsky 대구국제공항 – Tegu kukče konghang, IATA: TAE, ICAO: RKTN) je mezinárodní letiště s přilehlou leteckou základnou Letectva Korejské republiky v městě Tegu v Jižní Koreji. Leží přibližně pět kilometrů severovýchodně od centra města. Bylo postaveno v roce 1937.

## Dějiny
Letiště vzniklo už během japonské okupace Koreje. Už v mezidobí od konce druhé světové války do Korejské války zde působilo letectvo Spojených států amerických, které zde cvičilo piloty vznikajícího letectva Korejské republiky. Po začátku Korejské války bylo letiště během bitvy o Tegu (část bitvy o Pusanský perimetr) evakuováno, ale během výpadu ke konci bitvy a současného vylodění v Inčchonu v září 1950 bylo znovu obsazeno a američtí ženisté prodloužili jeho vzletovou a přistávací dráhu na 1700 metrů a zpevnili ji ocelovými rošty. V květnu 1951 začalo odstraňování roštů a betonování ranveje dlouhé 2700 metrů.
V dubnu 1961 začala fungovat civilní letecká linka z Tegu do Soulu zajišťovaná „dakotami“ Douglas DC-3.